# Trechus coloradensis
Trechus coloradensis är en skalbaggsart som beskrevs av Schaeffer. Trechus coloradensis ingår i släktet Trechus och familjen jordlöpare. Inga underarter finns listade i Catalogue of Life.